# 國會站 (柏林地鐵)
國會站（德語：U-Bahnhof Bundestag）是柏林地鐵5號線的一座車站，站名源於附近的德國聯邦議院建築群。5號線新線路未開通前，該站是柏林地鐵55號線其中一座車站。車站由德國總理府的設計師阿塞·舒爾茲負責設計。

## 歷史

### 命名
2006年，德國聯邦議院、柏林市政府與柏林公共交通公司決定本站由「德國國會大廈」（Reichstag）易名為「國會」（Bundestag）。改名原因是車站出口並非通往直接德國國會大廈，而是德國聯邦議院建築群的保羅‧洛貝之家，易名更能準確表達車站所在位置。

## 設計
本站由阿塞·舒爾茲和夏洛特·弗蘭克共同設計。其設計理念源於原計劃的「聯邦論壇」（Bundesforum），站體以水泥厚頂及多條粗柱支撐，承受上方原計劃興建、樓高六層的「聯邦論壇」。軌道上方設有兩條通道，東邊通往德國國會大廈，西面則通往位於「論壇」下面，以德國民主發展史為題的「德國歷史之疑問」展覽。
站體全長147米，寬30米，高6米，相對一般柏林地鐵站為深。設計時決定站內引入天然光，並地上鋪滿亮綠色片麻岩，以達到節約能源的效果。
本站採用了島式月台設計，兩旁路軌分別來往柏林火車總站及柏林勃蘭登堡門站。車站出口分別設於俾斯麥大街（Otto-von-Bismarck-Allee）及保羅‧洛貝大街（Paul-Löbe-Allee），每邊各有兩個出口。